# Xenia (film)
Pour les articles homonymes, voir Xenia.
Pour plus de détails, voir Fiche technique et Distribution.
Xenia (grec moderne : Ξενία, littéralement « Hospitalité ») est un film dramatique belgo-franco-grec coécrit, coproduit et réalisé par Pános Koútras, sorti en 2014.

## Synopsis
Deux frères, qui ont vécu leur enfance en Crète, se retrouvent à Athènes, après la mort de leur mère albanaise, ancienne chanteuse de cabaret. Dany, bientôt seize ans, et Ulysse, dix-huit ans, partent à la recherche de leur père grec qui les a abandonnés lorsqu'ils avaient deux et quatre ans. Ils ont besoin en effet d'un passeport grec pour ne pas être expulsés du pays où ils ont toujours vécu, ce qui est difficile car leur mère avant de mourir n'a pas eu le temps de renouveler sa prolongation de carte de séjour et les deux garçons n'ayant pas été reconnus par leur père sont considérés comme étrangers (Albanais) dans leur pays, en proie à la crise économique et aux dérives xénophobes. Commence un chemin initiatique grâce à l'aide d'un ancien ami de leur mère, Tassos, vieil homosexuel flamboyant, tenancier d'une boîte de nuit à Thessalonique qui a repéré le père des deux garçons, devenu député d'extrême-droite. Dany, jeune garçon à la longue mèche décolorée, homosexuel assumé et impulsif va devoir quitter ses rêves d'enfance, ses bonbons, ses sucettes Chupa Chups et son objet transitionnel, un lapin en peluche. Quant à son frère aîné Ulysse, sérieux et solitaire, il va devoir compter sur son jeune frère « différent » et se soutenir à deux. Ulysse se fait « coacher » par son frère et Tassos pour préparer le concours télévisé de la meilleure chanson Greek Star. Il présente une chanson de Patty Pravo, leur idole à tous les trois dans le souvenir de Jenny, la mère décédée qui lui vouait un grand culte. Entre rêve enchanteur et réalité sévère, le film décrit avec tendresse le passage à l'âge adulte.

## Fiche technique
- Titre original : Ξενία
- Titre international et français : Xenia
- Réalisation : Pános Koútras
- Scénario : Panagiotis Evangelidis et Pános Koútras
- Costumes : Vassilis Barbarigos
- Photographie : Hélène Louvart et Simos Sarketzis
- Son : Fabrice Osinski
- Montage : Yorgos Lamprinos
- Musique : Delaney Blue
- Production : Alexandra Boussiou, Eleni Kossyfidou et Pános Koútras
- Sociétés de production : 100% Synthetic Films et Wrong Men ; Entre Chien et Loup, Movie Partners in Motion Film, Arte France Cinéma, Greek Film Center, NERIT et NOVA (coproductions)
- Sociétés de distribution : Feelgood Entertainment (Grèce) ; Pyramide Distribution (France)
- Pays d’origine :  Grèce /  France /  Belgique
- Langues originales : grec, albanais
- Genre : drame
- Durée : 128 minutes
- Dates de sortie :
  - France : 19 mai 2014 (Festival de Cannes) ; 18 juin 2014 (sortie nationale)
  - Grèce : 2 octobre 2014

## Distribution
- Kostas Nikouli : Dany
- Nikos Gelia : Ulysse (Odysseas), dit Ody
- Yannis Stankoglou : Lefteris, le père
- Marissa Triandafyllidou : Vivi, l'épouse du père
- Ángelos Papadimitríou : Tassos
- Romanna Lobats : Maria-Sonia
- Patty Pravo : elle-même

## Production

### Tournage
Le tournage a lieu en Grèce, à Kozani, Larissa, Athènes et Thessalonique.

### Musique
La célèbre chanson La bambola de Patty Pravo est chantée à plusieurs reprises dans le film, ainsi que Tutt' al' più, ou bien encore Rumore de Raffaella Carrà, cette dernière pour le jour anniversaire des dix-huit ans d'Ody qui a pour cadre l'hôtel abandonné Xenia où les deux frères ont trouvé refuge.

## Accueil
Festival et sortie
Le film est sélectionné pour concourir dans la section « Un certain regard » au Festival de Cannes 2014.

## Distinctions

### Nominations et sélections
- Festival de Cannes 2014 : sélection « Un certain regard »[4]
- Festival international du film de Toronto 2014 : sélection « Contemporary World Cinema »

### Prix remportés par des acteurs du film
- Ángelos Papadimitríou remporte le prix du Meilleur acteur de second rôle décerné par l'Académie des films hellènes pour Xenia en 2015[5].

### Documentation
- (en) Dossier de presse Xenia